# IBA Basel 2020
 (février 2016).
Si vous disposez d'ouvrages ou d'articles de référence ou si vous connaissez des sites web de qualité traitant du thème abordé ici, merci de compléter l'article en donnant les références utiles à sa vérifiabilité et en les liant à la section « Notes et références ».
L’exposition internationale d’architecture et d’urbanisme IBA Basel 2020 est mise en place par l'agglomération trinationale de Bâle sur une période allant de 2010 à 2020. 

## Structure
L’IBA Basel est une initiative pour le développement de l’Agglomération Trinationale de Bâle portée par de nombreux acteurs. L’IBA Basel a été lancée par l’ Eurodistrict Trinational de Bâle (ETB), qui en assume le portage, et elle est financée par 19 collectivités territoriales. Les contributeurs sont, pour l’Allemagne, le Landkreis de Lörrach, la ville de Rheinfelden (Bade), la ville de Weil am Rhein et le Land de Bade-Wurtemberg (depuis 2014) ; pour la Suisse, les cantons de Bâle-Ville et d’Argovie, les communes de Riehen, de Muttenz (depuis 2012), de Münchenstein (depuis 2013) et de Dornach (depuis 2014) ; pour la France, le Département du Haut-Rhin, les Communautés de Communes des Trois Frontières, de la Porte de Sundgau et du Pays de Sierentz ainsi que les villes de Saint-Louis, Huningue et Sierentz. Depuis, 2012 la ville de Mulhouse a rejoint l’IBA Basel en tant que partenaire de projet associé.

## Organisation
L’IBA Basel se compose d’un bureau avec un effectif trinational, d’un comité scientifique qui représente l’instance consultative et d’un comité politique qui est l’organe décisionnel. Le comité technique de l’IBA assure, quant à lui, l’ancrage auprès des services administratifs des trois pays et soutient l’IBA sur le plan technique.